# Еколітература
Еколітератýра (від давньогр. οἶκος – середовище, житло; лат. litterae – буква, літера) – література про довкілля. Це художня проза, поезія, літературна критика, у яких не лише зображено природу, а й порушено екологічні питання. Еколітература описує місце природи у світі та пропагує гармонійне співіснування людства з довкіллям. У своїй ідейній основі тексти цього спрямування містять авторські уявлення про зв'язки людини з довкіллям, а також зображують процеси, що відбуваються в природі.  Мета екологічної літератури – спонукати задуматися про те, що, як і чому людство чинить із довкіллям.

## Історичний екскурс

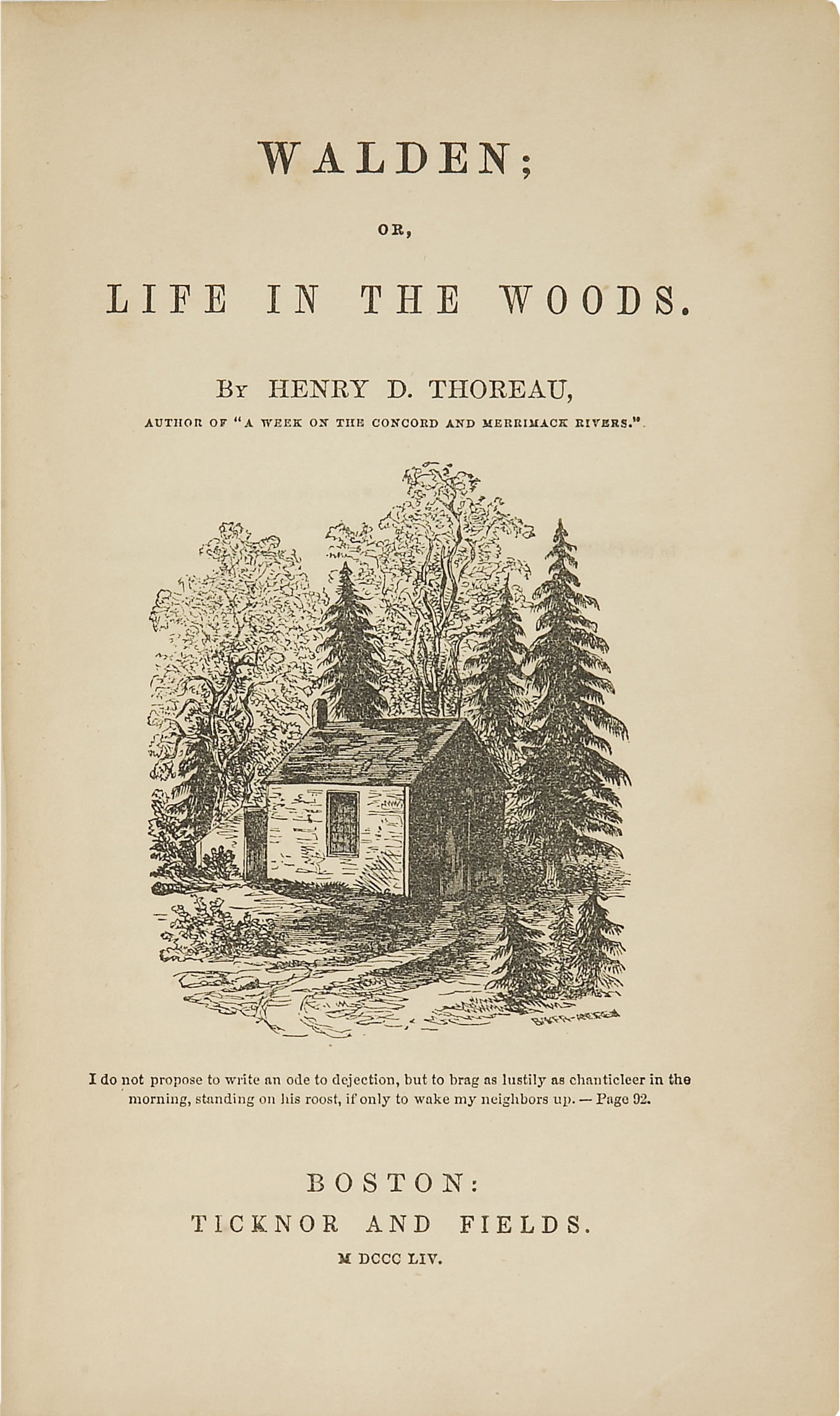
Оригінальна обкладинка мемуару Генрі Девіда Торо "Уолден, або життя в лісі"

Екологічний наратив можна спостерігати ще в античній літературі, де часто зображували флору та фауну. Первісні тексти були спробою людства пізнати довкілля та його закони. Проте вже в цей період зароджуються певні думки про людство як загрозу для повноцінного існування довкілля. Так, у старовавилонських оповідях домінувала проблема зростання населення. У шумерському епосі про Атрахасіс, звідки походить міт про потоп у Гільгамеші й Біблії, боги вирішили це питання за допомогою голоду, чуми та потопу. У грецькій мітології богиня Деметра сіє людству голод. У цьому сюжеті науковці вбачають екофеміністичне повідомлення про важливість ролі жінок у сільському господарстві. Ще однією проблемою, до якої зверталися автори давніх часів, була вирубка лісів. У цьому контексті Платон писав: "Те, що зараз залишилося, порівняно з тим, що існувало тоді, схоже на скелет хворої людини... залишився тільки голий каркас землі".
В епоху середньовіччя простежуємо посилення інтересу до екологічного дискурсу. Однією з найдавніших поем в англійській літературі є "Dream of the Rood" (із давньоангл. rōd – розп'яття), де розповідають історію розп'яття Ісуса Христа як із традиційного боку, так і крізь призму зрубаного для створення хреста дерева. 

Обкладинка українського видання роману Френка Герберта "Дюна"

Особливої популярності екологічна тема в літературі набула в добу романтизму. Головним текстом цього періоду є «Волден, або життя в лісі» Генрі Девіда Торо. У своєму мемуарі автор зображує досвід життя у власноруч збудованій хижі в лісі та пропагує гармонійні стосунки з природою поза цивілізацією. Важливим також є роман "Мобі Дік, або Білий кит" Германа Мелвілла, уперше опублікований 1851 року. У цьому творі яскраво порушено тему вбивства морських тварин.
Жанр еколітератури сьогодні особливо набирає популярності в англомовному дискурсі. Так, протягом ХХ – поч. ХХІ ст. з'являється низка наукових досліджень літератури про довкілля (White L. "The Historical Roots of Our Ecologic Crisis" (1967), Keith T. "Man and the Natural World" (1983), Phillips D. "The Truth of Ecology: Nature, Culture, and Literature in America" (2003) та ін.). Окрім того, еколітература як жанр побутує й у загальному дискурсі, зокрема на популярному сайті з пошуку книг "Goodreads". 
Сучасна еколітература зображує діяльність людини, яка повільно руйнує довкілля, та наслідки такої поведінки. Значна частина сюжету фантастичної саги "Дюна" Френка Герберта зосереджена на відновленні екосистеми однієї з планет.  
Яскравими представниками жанру еколітератури є Герман Мелвілл, Емілі Дікінсон, Фарлі Моует, Генрі Девід Торо, Волт Вітмен, Міхаїл Прішвін, з українських авторів - М. Дочинець, В. Ворона, П. Сорока. 

## Дефініція та типологія еколітератури
На сьогодні термін "еколітература" ще не набув широкого вжитку, зокрема в Україні. Дискусійним залишається й питання визначення цього поняття. Як зазначає Світлана Гречишкіна, для позначення екологічної літератури оперують такими трьома термінами:
- environmental literature (література про довкілля);
- ecological literature (екологічна література);
- nature writing (дослідження про довкілля).

Професор Скот Словік виокремлює такі категорії еколітератури: 
- ecofiction – прозова художня література про довкілля;
- ecopoetry – екопоезія;
- nonfiction nature writing – документальна література про природу.

## Українська еколітература

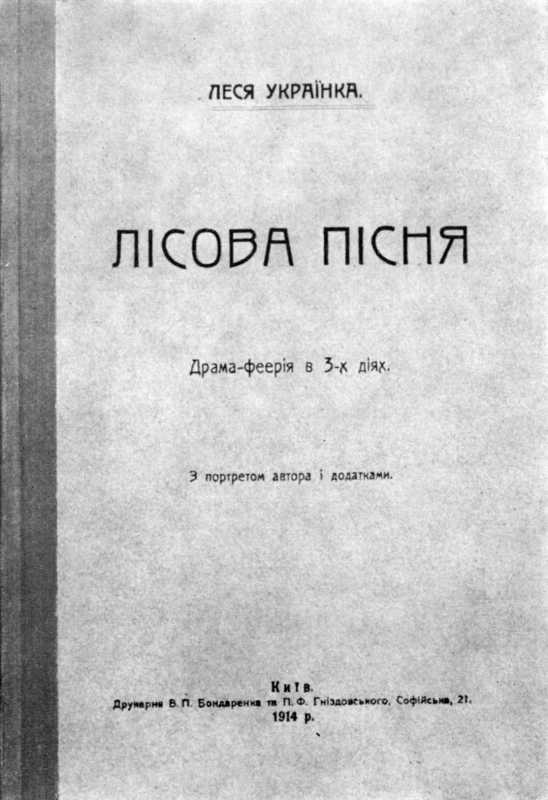
Обкладинка видання 1914 р. драми-феєрії Лесі Українки "Лісова пісня"

Питання співіснування людства з довкіллям відображено в текстах української літератури ще з початку її зародження. У календарно-обрядових піснях український народ утілив своє уявлення про довкілля та про місце людини в ньому. У фольклорних текстах осмислено природні цикли, яскраво змальовано флору та фауну. Ідею гармонійного співіснування людини з довкіллям прочитуємо в рядках Тараса Шевченка "Садок вишневий коло хати". Картини природи в "Кайдашевій сім'ї" допомагають Івану Нечую-Левицькому втілити думку про брак ідилії в людському житті, що натомість панує в довкіллі. 
Особливо яскраво тема екології представлена у творчості Лесі Українки (поезії "Конвалія", "Стояла я і слухала весну"; драма-феєрія "Лісова пісня"), Михайла Коцюбинського (новела "Intermezzo"; повість "Тіні забутих предків"), Ольги Кобилянської (повість "Земля"), Василя Стефаника (новели "Сини", "Камінний хрест"), Богдана-Ігоря Антонича, Ліни Костенко (роман у віршах "Маруся Чурай"), Євгена Пашковського (романи "Вовча зграя", "Безодня"), Мирослава Дочинця (роман "Вічник"), Володимира Ворони "Одвічний Дух Десни", Петра Сороки "Симфонія Петриківського лісу" та ін.

| "Доки я живий і живу серед живого, то мушу коритися сьому закону. Бо не вищий я за дерево, не мудріший за ведмедя, не чистіший за рибину, не гарніший за косицю. Я лише рівна серед рівних мала окришина живого світу, цятка таїни сокровенної, виплід роботи Великого Майстра" |
| — Мирослав Дочинець "Вічник" |

Еколітература для українських авторів – це спроба осмислити своє місце в довкіллі. Проте найчастіше ці пошуки зображені в конфлікті "людина – природа". У текстах усе частіше спостерігаємо проблему знищення прадавньої ідилії між особистістю та довкіллям, на що значно вплинуло пожвавлене науково-технічне життя ХХ ст. Сьогодні українська еколітература тяжіє до попередження людства про можливі наслідки його антропоцентричного існування. 
| | В українському прозовому дискурсі часто митці звертаються до радикального погляду, інакше кажучи, прагнуть застерегти нас від загрози довкіллю з боку влади, економіки, техногенних випробувань. Сучасні письменники вважають, що вперше за всю історію людства на землі майже не залишилося справжньої первісної природи, тому що кожен куточок планети зазнає впливу глобального потепління, токсичних відходів, радіоактивних опадів тощо (М. Дочинець, М. Матіос, О. Луцишина, А. Любка, Г. Вдовиченко, Г. Пагутяк, Л. Дереш, В. Діброва, Г. Тарасюк). |
| — Оксана Вертипорох, Екокритика як модель інтерпретації сучасного художнього тексту (на матеріалі романістики Євгена Пашковського) | |

## Cli-fi як різновид еколітератури
Climate fiction ("кліматична фантастика", скорочено cli-fi) – це література, у якій висвітлено екологічні питання, зокрема зміни в кліматі. Автори жанру cli-fi найчастіше зображують проблеми стрімкого танення льодовиків і затоплення міст, масштабної механізованої риболовлі, вирубування лісів та ін. Cli-fi-література висвітлює антиутопічні й утопічні сюжети потенційного майбутнього на основі того, як людство реагує на наслідки зміни клімату. У роботах авторів цього жанру вагоме місце посідають технології кліматичної інженерії та методи адаптації до клімату.
Термін "climate fiction" почали використовувати лише з 2010 року, проте зміна клімату стала темою фантастики ще на початку ХХ століття. Першими, хто почав писати в жанрі cli-fi, були Дж. Г. Баллард і Октавія Е. Батлер. Відомими авторами "кліматичної фантастики" також є Маргарет Етвуд, Кім Стенлі Робінсон і Річард Пауерс. 

## Еколітература для дітей
Питання захисту довкілля особливо яскраво відображено в дитячій літературі. Книги цього спрямування пропагують гуманне ставлення до природи та тварин. 
Книги про екологію та довкілля для дітей:
- Оксана Лущевська "Опікуни для жирафа";
- Еллен Карлсон "Шпулька, пташка і Я";
- Пітер Браун "Дикий робот";
- Патрік Джордж "Врятуй тварин!";
- Бенджі Девіс "Мій друг кит".

## Використані джерела
1. ↑  Could Eco-Literature Be the Next Major Literary Wave? https://thewire.in/books/eco-literature-next-major-literary-wave
2. ↑  Mackinnon, Janet (17 липня 2020). A history of some major ecological literary discourses. ECOS – Challenging Conservation (англійською) . Процитовано 11.11.2022.
3. ↑  White, L. (1967). The Historical Roots of Our Ecologic Crisis (англійською) . Science, № 3767. с. 1203—1207.
4. ↑  Keith, T. (1983). Man and the Natural World (англійською) . New York: Pantheon. с. 425 p.
5. ↑  Phillips, D. (2003). The Truth of Ecology: Nature, Culture, and Literature in America (англійською) . New York: Oxford University Press. с. 300 p.
6. ↑  Eco Literature Books. Goodreads. Процитовано 11.11.2022.
7. ↑  Гречишкина С. К вопросу исследования современной литературы о природе: аспекты изучения эколитературы. Вестник Томского государственного университета. 2014. № 387. С. 8–14.
8. ↑  Slovic S. A Companion to Environmental Philosophy / Slovic. – Malden: Oxford Blackwell Publishing Ltd, 2001. – 251 p.
9. ↑  Вертипороз О. Екокритика як модель інтерпретації сучасного художнього тексту (на матеріалі романістики Євгена Пашковського). Актуальні питання гуманітарних наук. Випуск 36, том 1. 2021. С. 122—127
10. ↑  Homo Urbanus дитліту: 5 книжок про захист довкілля https://starylev.com.ua/news/homo-urbanus-dytlitu-5-knyzhok-pro-zahyst-dovkillya